# Gary Flandro
Gary Arnold Flandro (né le 30 mars 1934 à Salt Lake City) est un ingénieur aérospatial américain.
Il occupe la Boling Chair of Excellence in Space Propulsion (émérite) à l'University of Tennessee Space Institute. 
Alors qu'il travaille pour le Jet Propulsion Laboratory, il calcule les trajectoires idéales pour ce qui sera le programme Grand Tour.